# Mohammadhadi Saravi
Mohammadhadi Hadi Saravi (en persa: محمدهادی ساروی‎; Amol, 6 de enero de 1998) es un deportista iraní que compite en lucha grecorromana. Participó en dos Juegos Olímpicos de Verano en los años 2020 y 2024, obteniendo dos medallas, bronce en Tokio 2020 y oro en París 2024.

## Palmarés internacional
| Juegos Olímpicos | Juegos Olímpicos | Juegos Olímpicos  | Juegos Olímpicos |
| Año              | Lugar            | Medalla           | Categoría        |
| ---------------- | ---------------- | ----------------- | ---------------- |
| 2020             | Tokio (Japón)    | Medalla de bronce | 97 kg            |
| 2024             | París (Francia)  | Medalla de oro    | 97 kg            |